# Анђело Санудо
Анђело Санудо (умро 1262.) је био други војвода Архипелага од 1227. године, када је умро његов отац, војвода Марко I, до своје смрти.

## Породица
Анђело је био син војводе Марка I Сануда. Према "Латини на Леванту. Историја франачке Грчке (1204-1566)" (1908) Вилијама Милера, војвода Марко I се оженио ... Ласкараином, женом, из породице Ласкарис. Милер ју је идентификовао као сестру Константина Ласкариса и цара Теодора I Ласкариса. Ову теорију је засновао на сопственом тумачењу италијанских хроника. "Историјски и генеалошки речник великих породица Грчке, Албаније и Цариграда" (1983) Михаил-Димитри Стурдза је одбацио теорију, засновану на ћутању византијских примарних извора.

## Владавина
Године 1235. војвода Анђело је послао поморску ескадрилу у одбрану Константинопоља, где су цара Јована Бријена опседали цар Јован III Дука Ватац, цар Никеје, и цар Јован Асен II Бугарски. Услед интервенције војводе Анђела потписано је примирје између два царства на две године.
Војводу Анђела је наследио његов син Марко II.

## Брак и деца
Војвода Анђело се оженио кћерком Макаиреа де Саинте-Менехоулда, барона Латинског царства који је погинуо у бици код Поиманенона. Године 1261. у Теби је дочекала цара Балдуина II Куртенеа који је бежао из Константинопоља након његовог пада у руке Византинаца. Имали су најмање троје деце:
- Марко II Санудо.
- Марино Санудо, господар Пароса и Антипароса. Ожењен Порцијом да Вероном, ћерком Вилијама I од Вероне, тријарха Негропонтеа, са својом првом женом чије име није познато.[3]
- Мариа Санудо. Удата за Паола Навигајоса, господара Лемноса. Њен муж се одупирао покушајима Византијског царства да припоји његово острво. Умро је 1277. године. Она је преузела одбрану острва, али је одустала 1278. године.[4]